# Hvar (eiland)

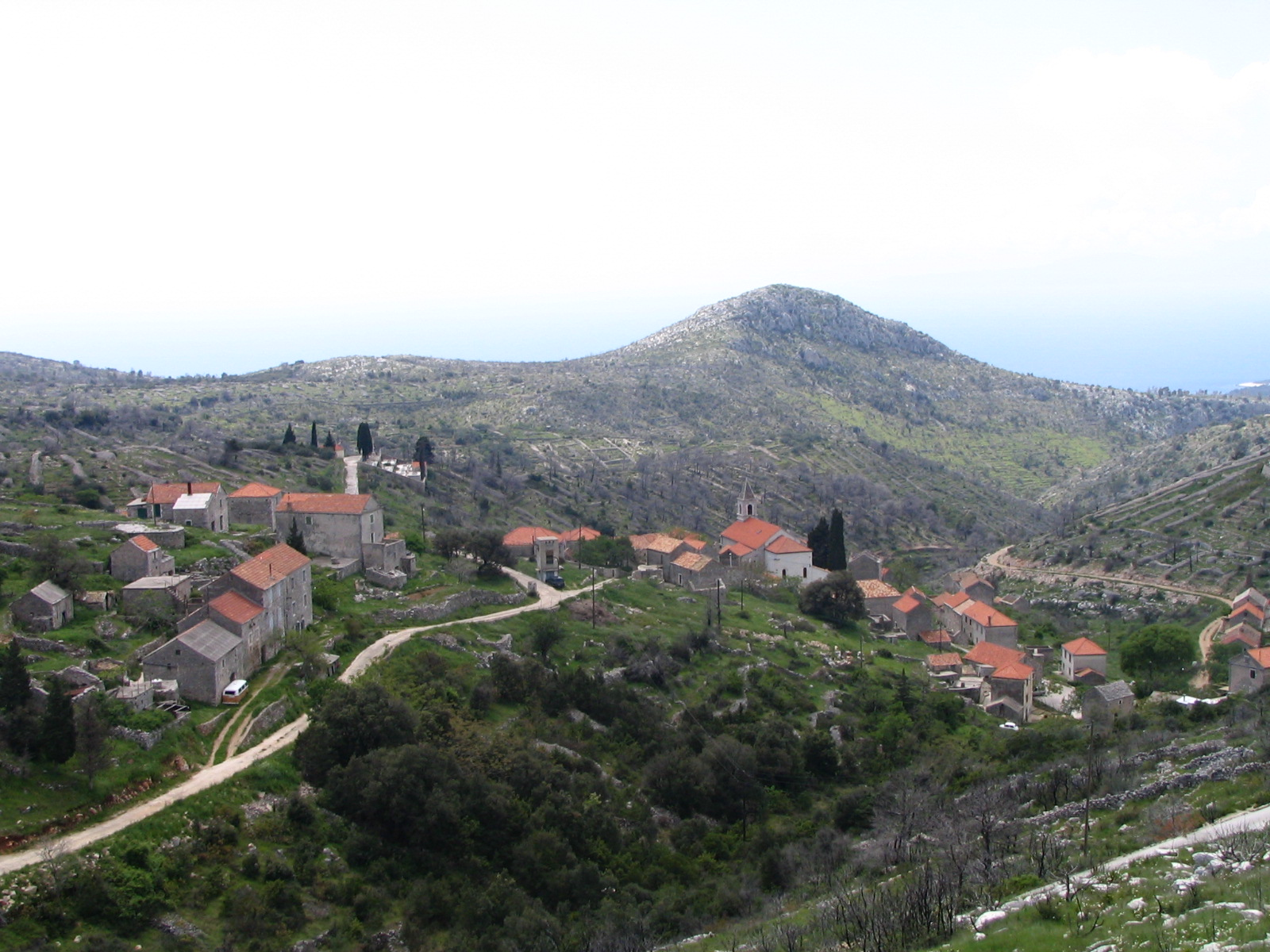
Landschap

Hvar (Italiaans Lesina) is een eiland in de Adriatische Zee voor de Kroatische kust en ligt tegenover de stad Split. Ten noorden van Hvar ligt het eiland Brač. De grootste plaatsen op het eiland zijn Hvar, Jelsa en Stari Grad. Het eiland is ca. 70 km lang en max. 10 km breed.

## Landschap
Hvar is een bergachtig eiland met relatief slechte wegen. Hvar zelf is wel goed bereikbaar, via Stari Grad ligt een goed begaanbare weg. Het toerisme op Hvar is sterk ontwikkeld en er zijn hier vele voorzieningen op dit gebied. Hvar kent goede stranden en tevens lavendelvelden. De ondergrond van het eiland bestaat voornamelijk uit kalksteen. De lavendelvelden zijn goed te ruiken op dit eiland evenals de geuren van rozemarijn en salie.

## Klimaat
Hvar heeft een Middellandse Zeeklimaat en heeft de meeste zonne-uren van Kroatië. Het staat erom bekend dat veel hotels korting geven als het regent en in de winter wordt er door een aantal hotels een geen-sneeuw-garantie gegeven. Als het dan toch sneeuwt zijn de overnachtingen gratis, wat heel zelden gebeurt.
Men verhandelt hier olijven, vijgen, druiven, amandelen en kruiden. En de wijnbouw ontbreekt hier ook niet; de droge rode wijn Plavac of de witte Bogdanusa. De vele kruiden worden gebruikt in de Kroatische keuken, waaronder de lamsschotel met rozemarijn.